# Naamstenen 1914-1918
De Naamstenen 1914-1918 zijn een reeks van 25 naamstenen in de Belgische provincie West-Vlaanderen die herinneren aan de Eerste Wereldoorlog. De provincie West-Vlaanderen plaatste deze stenen in de jaren 80 van de 20ste eeuw naar aanleiding van de verjaardag van het overlijden van Koning Albert I en het uitbreken van de Eerste Wereldoorlog. De stenen werden geplaatst in vijf reeksen van 1984 tot 1988, op verschillende plaatsen in de provincie die in de oorlog belangrijk waren voor het Belgisch leger. De stenen kwamen er vooral op plaatsen waar weinig in het landschap herinnert aan belangrijke gebeurtenissen of waar nog geen herdenkingstekens waren. Alle stenen zijn gelijkvormig en bestaan uit een ruitvormige witte natuursteen van 80 x 80 x 10 cm, die op sokkel bevestigd is. In elke steen is de naam van een gebeurtenis of plaats gekapt. Bovenaan staat ook het wapenschild van de provincie West-Vlaanderen, onderaan het monogram van Koning Albert I. De naamstenen zijn ontworpen en uitgevoerd door Pieter-Hein Boudens.

## Overzicht
| Opschrift                                         | Gemeente              | Deelgemeente en/of plaats | Nr. | Reeks | Jaar | Opmerking                                                                        | Foto                                      |
| ------------------------------------------------- | --------------------- | ------------------------- | --- | ----- | ---- | -------------------------------------------------------------------------------- | ----------------------------------------- |
| Slag aan de IJzer 18-31 oktober 1914              | Nieuwpoort            | Ramskapelle               | 1   | 1     | 1984 | Staat aan de Frontzate bij de Belgische militaire begraafplaats van Ramskapelle. |                                           |
| Slag aan de IJzer 18-31 oktober 1914              | Nieuwpoort            | Ramskapelle               | 2   | 1     | 1984 | Staat aan de Frontzate bij het Station Ramskapelle.                              | Slag aan de IJzer 18-31 oktober 1914      |
| Slag aan de IJzer 18-31 oktober 1914              | Diksmuide             | Stuivekenskerke           | 3   | 1     | 1984 | Staat aan de Frontzate.                                                          |                                           |
| Tervatebrug 21-23 oktober 1914                    | Diksmuide             | Stuivekenskerke (Tervate) | 4   | 1     | 1984 |                                                                                  |                                           |
| Vicogne Voorpost 1914-1918                        | Diksmuide             | Stuivekenskerke           | 5   | 1     | 1984 | Staat aan de Viconiahoeve                                                        | Vicogne Voorpost 1914-1918                |
| Maison du Passeur Voorpost 1914-1918              | Lo-Reninge            | Noordschote               | 6   | 1     | 1984 |                                                                                  |                                           |
| 1914-1918 Observatiepost Pervijze                 | Diksmuide             | Pervijze                  | 7   | 2     | 1985 |                                                                                  |                                           |
| Observatiepost Steenbakkerij 1914-1918            | Nieuwpoort            | Ramskapelle               | 8   | 2     | 1985 |                                                                                  | Observatiepost Steenbakkerij 1914-1918    |
| Petroleumtanks 1914-1918                          | Diksmuide             | Kaaskerke                 | 9   | 2     | 1985 |                                                                                  |                                           |
| John McCrae In Flanders Fields 3 mei 1915         | Ieper                 | Boezinge                  | 10  | 2     | 1985 | Staat aan de Kanaalsite John McCrae.                                             | John McCrae In Flanders Fields 3 mei 1915 |
| Onderwaterzetting 29 oktober 1914                 | Nieuwpoort            | Nieuwpoort                | 11  | 2     | 1985 | Staat aan het sluizencomplex Ganzepoot.                                          | Onderwaterzetting 29 oktober 1914         |
| Chirurgische post Sint-Jansmolen 1916-1917        | Diksmuide             | Lampernisse               | 12  | 3     | 1986 |                                                                                  |                                           |
| De Grognie Chirurgische post 1916-1917            | Diksmuide             | Oudekapelle               | 13  | 3     | 1986 |                                                                                  |                                           |
| 't Abelenhof Chirurgische post 1916-1917          | Lo-Reninge            | Reninge                   | 14  | 3     | 1986 |                                                                                  |                                           |
| Legerhospitaal L'Océan 1917-1918                  | Veurne                | Vinkem                    | 15  | 3     | 1986 |                                                                                  |                                           |
| Kantonnement Le Lion Belge 1914-1918              | Vleteren              | Oostvleteren              | 16  | 3     | 1986 |                                                                                  |                                           |
| Grote Wacht Reigersvliet 1914-1918                | Diksmuide             | Stuivekenskerke           | 17  | 4     | 1987 |                                                                                  |                                           |
| De Kippe Slag van 17 april 1918                   | Houthulst             | Merkem                    | 18  | 4     | 1987 |                                                                                  |                                           |
| Luigem schiereiland 1914-1918                     | Houthulst             | Merkem (Luigem)           | 19  | 4     | 1987 |                                                                                  | Luigem schiereiland                       |
| Drie Grachten Voorpost 1914-1918                  | Houthulst             | Merkem (Drie Grachten)    | 20  | 4     | 1987 |                                                                                  | Drie Grachten Voorpost                    |
| School van de Koningin 1915-1918                  | Veurne                | Wulveringem               | 21  | 4     | 1987 |                                                                                  | School van de Koningin                    |
| Eindoffensief Bos van Houthulst 28 september 1918 | Houthulst             | Houthulst                 | 22  | 5     | 1988 |                                                                                  |                                           |
| Eindoffensief Stadenberg 29 september 1918        | Staden                | Staden (Stadenberg)       | 23  | 5     | 1988 |                                                                                  |                                           |
| Eindoffensief Steenbeek 28 september 1918         | Langemark-Poelkapelle | Langemark                 | 24  | 5     | 1988 |                                                                                  | Eindoffensief Steenbeek                   |
| Eindoffensief Passendale 28 september 1918        | Zonnebeke             | Passendale                | 25  | 5     | 1988 | Staat bij Passchendaele New British Cemetery.                                    | Eindoffensief Passendale                  |